# Patelliella
Patelliella adusta es una especie de araña araneomorfa de la familia Micropholcommatidae. Es el único miembro del género monotípico Patelliella. Es originaria de la isla de Lord Howe al este de Australia. Se encuentra en el monte Gower y el monte Lidgbird.